# Камикакуси
Камикакуси (яп. 神隠し камикакуси, дословно — «спрятано ками» или «унесенный призраками») — так в японской мифологии называют внезапное исчезновение человека по вине, согласно поверью, духов.

## В массовой культуре
Поверье упоминается в анимационном фильме «Унесённые призраками» или (яп. 千と千尋の神隠し Сэн то Тихиро но камикакуси, «Сэн и похищенная ками Тихиро») — полнометражное аниме Хаяо Миядзаки, в котором главную героиню, Тихиро, похищают в мир духов, после того как её родители были превращены в свиней за съеденную еду.